# Terminalia canaliculata
Terminalia canaliculata är en tvåhjärtbladig växtart som beskrevs av Arthur Wallis Exell. Terminalia canaliculata ingår i släktet Terminalia och familjen Combretaceae. Inga underarter finns listade i Catalogue of Life.